# Málnási Csizmadia András
Málnási-Csizmadia András (Székesfehérvár, 1966. december 3. –) magyar biokémikus, egyetemi tanár, a Magyar Tudományos Akadémia doktora (2009).

## Életpályája
1986-ban érettségizett a Szentendrei Ferences Gimnáziumban. 1994-ben diplomázott az Eötvös Loránd Tudományegyetem hallgatójaként; biológus lett. 1999-ben az Eötvös Loránd Tudományegyetemen PhD. fokozatot szerzett. 2009-ben lett a Magyar Tudományos Akadémia doktora. 2012 óta társtulajdonos a Motorpharma Kft.-ben. 2018-ban szabadalmaztatta az MPH-220 nevű hatóanyagot a Motor Farmakológia Kutatócsoportjában. 2018 óta az Eötvös Loránd Tudományegyetem egyetemi tanára.

## Művei
- Bevezetés a biokémiába gyakorlati jegyzet (társszerző, 2013)

## Díjai
- Akadémiai Díj (2017)